# Naphtyle
Ne doit pas être confondu avec RG-1.
 (janvier 2022).
Si vous disposez d'ouvrages ou d'articles de référence ou si vous connaissez des sites web de qualité traitant du thème abordé ici, merci de compléter l'article en donnant les références utiles à sa vérifiabilité et en les liant à la section « Notes et références ».

Napthalène dont dérive le groupe naphtyle.

Le terme naphtyle désigne en chimie organique le groupe fonctionnel aromatique de formule brute C10H7-R. Ce groupe fait partie de la famille des aryles et est un dérivé du naphtalène par perte d'un atome d'hydrogène.
Les naphtyles monosubstitués sont en général divisés en deux catégories :
- les 1-naphtyles (parfois nommés α-naphtyle), où le substituant est en position 1 ou équivalente (4, 5, ou 8) comme le 1-naphtol ;
- les 2-naphtyles (parfois nommés β-naphtyle), où le substituant est en position 2 ou équivalente (3, 6, ou 7)[1].